# Вайтгед (острів)
Острів Вайтгед (англ. Whitehead Island) — острів у окрузі Нокс, штат Мен, США.

## Географія

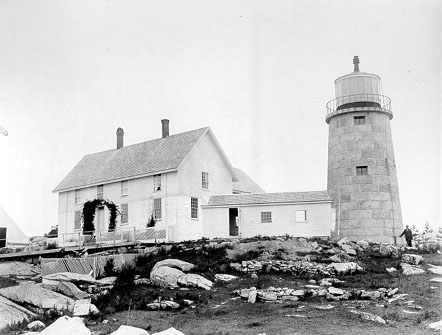
Маяк

Острів Вайтгед знаходиться у гирлі затоки Пенобскот-Бей, за 13 км. на північний захід від міста Рокленд, штат Мен. На острові у середньому 80 днів на рік стоїть туман.

## Маяк та рятувальна станція
Рятувальна станці, двоповерхова прямокутна дерев'яна будівля, була побудована у 1874 році в південно-східній частині острова. У 1922 році була збудована двоповерхова житлова споруда для персоналу. 
У 1944 році Берегова охорона США ліквідувала рятувальну станцію, а будівлі продала приватним власникам.
У березні 1803 року Конгрес США виділив 7000 доларів на будівництво маяка на острові Вайтгед. Маяк «Whitehead Light» був побудований у 1807 році. 
Маяк та будівля рятувальної станці у 1988 році включені до Національного реєстру історичних місць США.